# Mark David Chapman

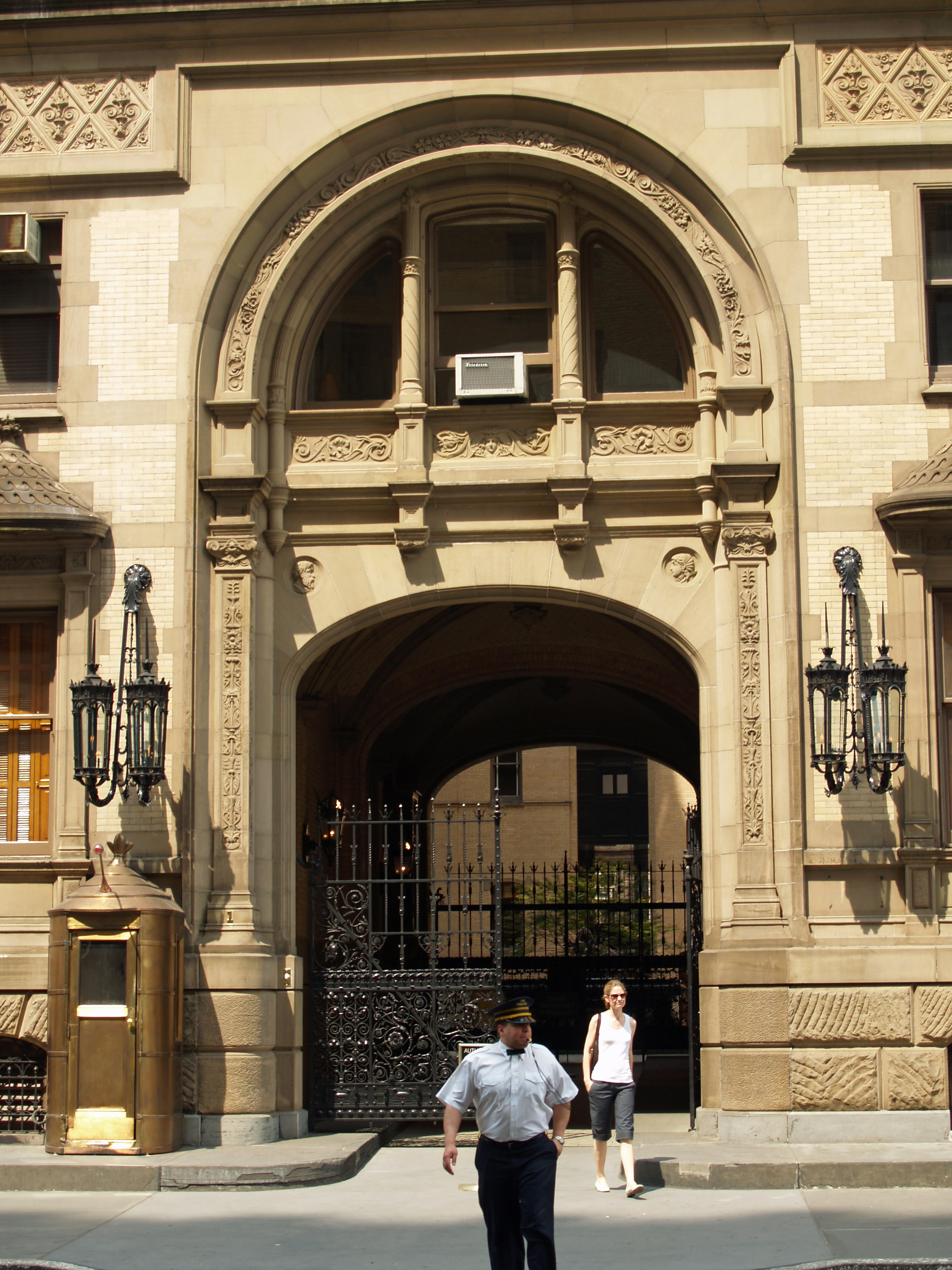
Het Dakota gebouw in New York

Mark David Chapman (Fort Worth, 10 mei 1955) is de moordenaar van John Lennon (The Beatles).

## Biografie
Chapman was eerst drugsgebruiker, werd later een herboren christen en is opgenomen geweest in een psychiatrische inrichting. De roman The Catcher in the Rye van J.D. Salinger had grote invloed op het leven van Chapman. Hij identificeerde zich met de hoofdpersoon Holden Caulfield.
Chapman was jarenlang een Beatles-fan en in het bijzonder van John Lennon. Chapman raakte na een zenuwinzinking zodanig geobsedeerd door Lennon dat hij trouwde met een Amerikaans-Japanse vrouw omdat zij hem deed denken aan Lennons vrouw Yoko Ono. Hij is nog steeds met haar gehuwd.
Toen Chapmans situatie verslechterde kreeg hij een afkeer van zijn voormalige held. Hij noemde Lennon phony, de favoriete belediging van Holden Caulfield.
De moord vond plaats om 22:50 uur op 8 december 1980 voor het Dakota gebouw in New York, waar Lennon woonde. Chapman had op dat moment een exemplaar van The Catcher in the Rye bij zich. Eerder die dag (17:00 uur) had Chapman Lennon nog de hand geschud en Lennon zette zijn handtekening op het door Chapman gekochte album Double Fantasy. Na deze ontmoeting wachtte Chapman een aantal uren op de terugkeer van Lennon waarna hij om 22:50 uur vijf maal op Lennon schoot. Lennon werd vier keer geraakt, twee keer in de rug en wanneer hij omdraaide, nog twee keer in zijn linker schouder. Lennon overleed rond 23:07. In afwachting van de politie las Chapman The Catcher in the Rye.
Chapman getuigde dat hij al een keer eerder naar New York was gereisd met de bedoeling Lennon te vermoorden. Chapman bekende schuld en wilde niet ontoerekeningsvatbaar worden verklaard. Hij werd veroordeeld tot 20 jaar gevangenisstraf, te verlengen tot levenslang.
Mark Chapman zit al sinds maart 2012 in de Green Haven Correctional Facility in de buurt van Stormville (New York) in de staat New York. Sinds 2000 kan hij elke twee jaar om vervroegde vrijlating vragen, wat tot dusver altijd is geweigerd door de commissie die over zijn detentie gaat.
Paul McCartney, die in de jaren 60 samen met Lennon deel uitmaakte van The Beatles, heeft een gedicht over Chapman geschreven (waarin Chapman figuurlijk wordt neergesabeld) genaamd Jerk of all Jerks.